# Václav Turek
Václav Turek (4. prosince 1875 Spomyšl – 21. března 1952 Spomyšl) byl český a československý politik a meziválečný senátor Národního shromáždění ČSR za Republikánskou stranu zemědělského a malorolnického lidu.

## Biografie
Narodil se ve Spomyšli, v rodině rolníka Františka Turka a manželky Marie, rozené Sichrovské.
Po parlamentních volbách v roce 1935 získal senátorské křeslo v Národním shromáždění. Mandát ale nabyl až dodatečně během roku 1935 jako náhradník poté, co zemřel senátor Alois Ušák. V senátu setrval do jeho zrušení v roce 1939, přičemž krátce předtím ještě v prosinci 1938 přestoupil do nově vzniklé Strany národní jednoty.
Profesí byl malorolníkem v Spomyšli. Od roku 1925 byl v rodné obci Spomyšl kronikářem. V době německé okupace krátce i starostou. Počátkem roku 1946 byl na valné hromadě Sboru dobrovolných hasičů ve Spomyšli zvolen starostou sboru. Krátce po jeho smrti podlehli jeho synové tlaku a podali přihlášku do JZD.